# Kostusovité
Kostusovité (Costaceae) je čeleď jednoděložných rostlin z řádu zázvorníkotvaré (Zingiberales).

## Popis
Jsou to vytrvalé byliny s oddenky, mohou to být pozemní rostliny i epifyty. Listy jsou jednoduché, střídavé, čtyřřadě nebo spirálně uspořádané, normálního vzhledu nebo dužnaté, přisedlé nebo řapíkaté, s listovými pochvami. Čepele jsou čárkovité až vejčité, nedělené, celokrajné, žilnatina je zpeřená (zpeřeně souběžná), jazýček je přítomen. Jsou to jednodomé rostliny s oboupohlavnými květy. Květy jsou jednodtlivé nebo častěji uspořádány v květenstvích, ve vrcholících, klasech až hlávkách. Květy jsou výrazně dvoustranně souměrné, modifikované a jsou podepřeny (často barevnými) listeny, na kterých je extraflorální nektárium. Okvětí je rozlišeno na kalich a korunu. Kališní lístky jsou 3, jsou srostlé s tupými laloky. Koruna se skládá ze 3 lístků, které jsou srostlé a nestejné, střední lalok je často delší a vyhnutý. Fertilní tyčinka je jen 1, zbylých 5 jsou přeměněny na staminodia, jsou petaloidní (podobné koruně), srostlé a vytváří labellum, které je nápadnější než vlastní koruna. Jediný prašník srůstá po délce ve žlábku s čnělkou. Gyneceum je srostlé ze 3 plodolistů, je synkarpní, semeník je spodní. Plodem je tobolka nebo řidčeji oříšek až nažka.

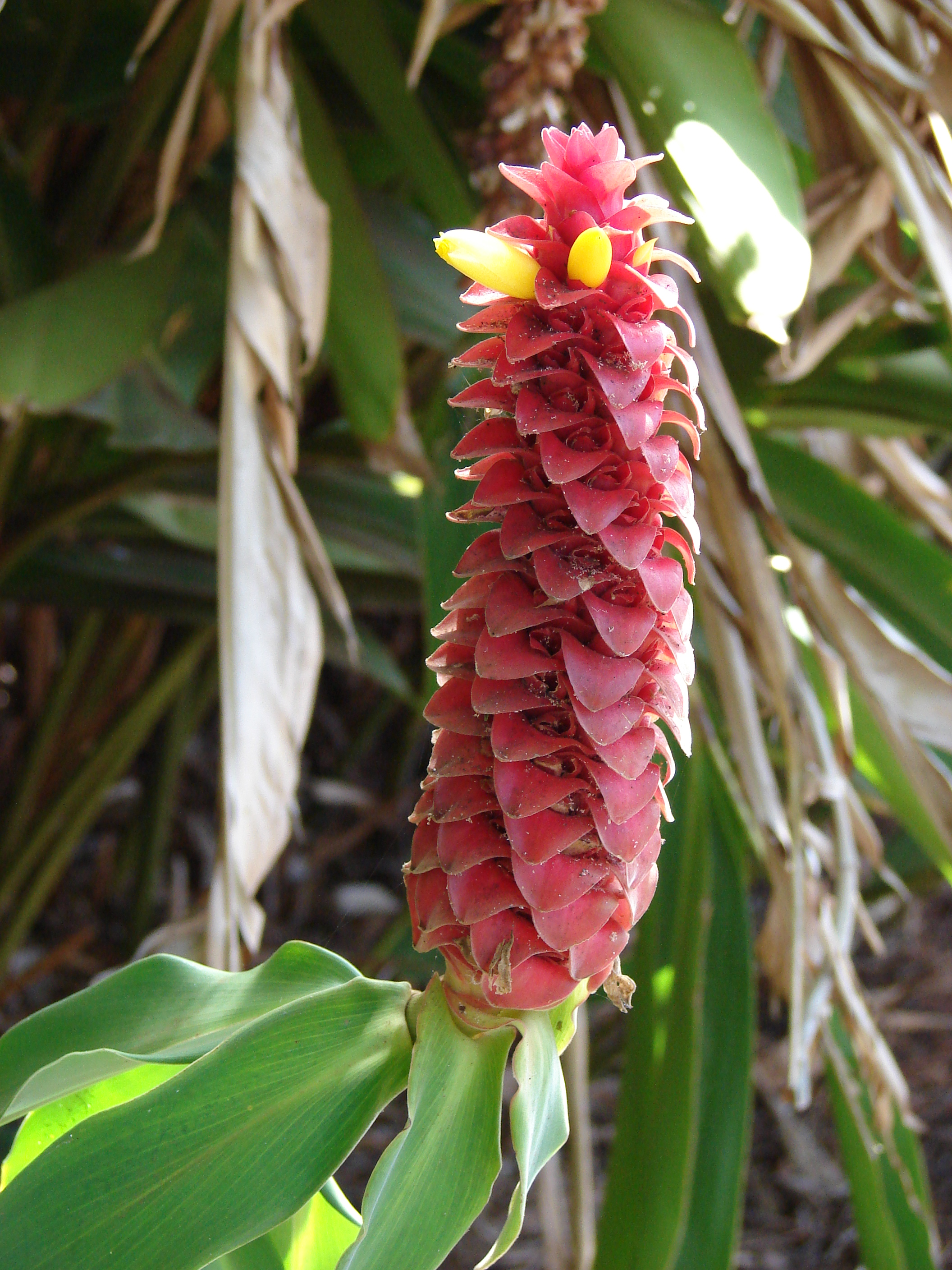
Costus comosus

## Rozšíření ve světě
Je známo asi 6 rodů a asi 110 druhů, z čehož zabírá asi 90 rod Costus. Jsou rozšířeny v tropech celého světa, nejvíce v Americe a na Nové Guineji.

## Zástupci
- kostus (Costus)
- tapeinochilos (Tapeinochilos)[3]